# Johannes van Meurs
Johannes van Meurs (in latino Johannes Meursius, in italiano Giovanni Meursio; Loosduinen, 9 febbraio 1579 – Sorø, 20 settembre 1639) è stato un umanista, filologo classico, storico e lessicografo olandese.

## Biografia
Un suo commentario sulla Cassandra di Licofrone (1593) lo segnalò al Raadpensionaris Johan van Oldenbarnevelt, che gli affidò l'educazione dei figli. Dopo alcuni viaggi di studio, divenne professore nell'università di Leida (1610) occupandosi della storia degli Stati Generali e successivamente venne nominato da Cristiano IV di Danimarca storiografo reale (1625). Curò edizioni di autori greci e trattati d'archeologia e storia.

## Opere
- Ioannis Meursii Rerum Belgicarum libri quatuor. In quibus Ferdinandi Albani sexennium, belli Belgici principium. Additur quintus, seorsim antea excusus, in quo indiciarum historiae; & eiusdem belli finis, Lugduni Batauorum : apud Ludouicum Elzeuirium, 1612-1614
- Hesychii milesii Viri illustris, Opuscula, partim hactenus non edita. Ioannes Meursius graece ac Latine simul primus vulgavit, cum nutis, His Adiecta, Bessarionis Epistola grecobarbara. Lugduni Batavorum : ex officina Godefridi Basson, 1613
- Ioannis Meursii Glossarium Graeco-Barbarum. In quo vocabula quinque millia quadrigenta, officia atque dignitates imperij Constantinop. tam in palatio, quam Ecclesia aut militia, explicantur, & illustrantur, Editio altera emendata, & circiter 1800 vocabulis aucta, Lugduni Batavorum : apud Ludovicum Elzevirium, 1614
- Lectiones atticae, Leida 1617
- Ioannis Meursi Panathenaea. Sive, de Minervae illo gemino festo, liber singularis, Lugduni Batavorum : ex officina Elzeviriana, 1619
- Ioannis Meursi Eleusinia. Sive, de cereris Eleusinae sacro, ac festo. Liber singularis, Lugduni Batavorum : ex officina Elzeviriana, 1619
- Historiarum mirabilium auctores Graeci. Iohannes Meursius recensuit; & partim notas adiecit, Lugduni Batauorum : apud Abrahamum Elzeuirium, 1622
- Ioannis Meursi Athenae atticae. Sive, de praecipuis Athenarum antiquitatibus, libri 3, Lugduni Batavorum : apud Commelinos Fratres, 1624
- Ioannis Meursii Athenae Batavae. Sive, De vrbe Leidensi, & Academia, virisque claris; qui utramque ingenio suo, atque scriptis, illustrarunt: libri duo, Lugduni Batavorum : apud Andream Cloucquium, et Elsevirios, 1625
- Historia danica, Copenaghen 1630
- Historica; danica pariter, & belgica; uno tomo comprehensa : Quorum seriem pagina post praefationem ad lectorem indicabit. Operum omnium , Amstelodami : apud Guilielmum & Ioannem Blaeu, 1638
- Joannis Meursii Theseus, sive De ejus vita rebusque gestis liber postumus. Accedunt ejusdem Paralipomena de pagis Atticis, et Excerpta ex V. CL. Jacobi Sponii itinerario de iisdem pagis, Utrajecti : apud Franciscum Halma, bibliop. & Acad. typogr. ordinarium, 1684

Edizioni postume
- Ioan. Meursi Opera omnia in plures tomos distributa, 12 volumi, Florentiae, 1741-1763, SBN UBOE002076.